# La Cetra Barockorchester Basel
La Cetra Barockorchester Basel est un ensemble suisse de musique baroque et de musique classique, adepte de l'interprétation historiquement informée, soit l'interprétation sur instruments anciens (ou copies d'instruments anciens).

## Historique
L'ensemble La Cetra Barockorchester Basel, fondé en 1999 à Bâle en Suisse, tire son nom de l’opus 9 d'Antonio Vivaldi, un recueil de douze concertos pour violon de 1727 intitulé La Cetra, référence à la lyre (ou kithara) de la Grèce antique, jouée par Orphée et Apollon.
Le noyau de l'ensemble La Cetra est composé de musiciens issus de la Schola Cantorum Basiliensis, une école suisse de musique ancienne basée à Bâle, mais il est indépendant de cette institution,. 
L'orchestre, qui joue sur d'instruments d'époque, a donné des concerts sous la direction de Gustav Leonhardt, Jordi Savall, Attilio Cremonesi, Geoffrey Lancaster, René Jacobs et Konrad Junghänel,,,,. Il s'est produit lors de festivals à Salzbourg, Vienne, Paris et Prague, ainsi qu'au Festival international de musique ancienne d'Innsbruck.
Ses premiers enregistrements ont été réalisés sous la direction de David Plantier, Václav Luks et Anthony Rooley. Le claveciniste et chef d'orchestre Andrea Marcon assure la direction musicale de l'orchestre depuis 2009, auquel il a adjoint le Cetra Vokalensemble (Ensemble vocal La Cetra) à partir de 2012.

## Distinctions
- 2004 : « Diapason découverte » pour l'enregistrement des Concerti, Sinfonie, Ouverture, de Giuseppe Antonio Brescianello [1] ;
- 2006 : « Choc du Monde » pour l'enregistrement des Concerti da Camera de Francesco Venturini[1] ;
- 2009 : Prix européen de la musique ancienne[7] ;
- 2020 : « Diapason d'Or » pour le deuxième des trois enregistrements des concertos pour violon de Leclair avec Leila Schayegh[7].

## Discographie
L'ensemble La Cetra Barockorchester Basel a publié ses enregistrements sur les labels discographiques Harmonia Mundi, Zig-Zag Territoires, Claves, Glossa, Deutsche Grammophon, Archiv Produktion, Pentatone, Solo Musica, Sony Classical et Decca, :
- 2004 : Concerti, Sinfonie, Ouverture de Giuseppe Antonio Brescianello, La Cetra Barockorchester Basel, dir. David Plantier
Václav Luks (Harmonia Mundi, réédité en 2016 par Glossa)
- 2006 : Concerti da Camera de Francesco Venturini, La Cetra Barockorchester Basel, dir. David Plantier (Zig-Zag Territoires)
- 2007 :  La Serva Padrona de Giovanni Paisiello, La Cetra Barockorchester Basel, dir. Attilio Cremonesi (Zig-Zag Territoires)
- 2010 : The Passions, an Ode for Music de William Hayes, Chor Der Schola Cantorum Basiliensis, La Cetra Barockorchester Basel, dir. Anthony Rooley (Glossa)
- 2010 : Missae, BWV 234 & 235 de Bach, Ensemble Orlando Fribourg, La Cetra Barockorchester Basel, dir. Laurent Gendre (Claves)
- 2011 : Overtures de Mozart, La Cetra Barockorchester Basel, dir. Andrea Marcon (Deutsche Grammophon)
- 2011 : Mostly Mozart, soprano Mojca Erdman et La Cetra Barockorchester Basel, dir. Andrea Marcon (Deutsche Grammophon)
- 2012 : Nouveau Monde, soprano Patricia Petibon et La Cetra Vokalensemble, La Cetra Barockorchester Basel, dir. Andrea Marcon (Deutsche Grammophon)
- 2014 : La concordia de' pianeti d'Antonio Caldara, La Cetra Barockorchester & Vokalensemble Basel, dir. Andrea Marcon (Deutsche Grammophon)
- 2016 : Monteverdi, mezzo-soprano Magdalena Kožená et La Cetra Barockorchester & Vokalensemble Basel, dir. Andrea Marcon (Archiv Produktion)
- 2017 : Parnasso in festa, musique de Haendel, La Cetra Barockorchester & Vokalensemble Basel, dir. Andrea Marcon (Pentatone)
- 2017 : Italian Rococo at the Hermitage, Claire Genewein (flûte), La Cetra (Solo Musica)
- 2018 : Concerti per violino op. 7 & 10 no 2 & 6, de Jean-Marie Leclair, Leila Schayegh (violon) et La Cetra Barockorchester (Glossa)
- 2019 : Concerti per violino op. 7 & 10 no 1 & 3, de Jean-Marie Leclair, Leila Schayegh (violon) et La Cetra Barockorchester (Glossa)
- 2019 : Mr. Handel's Dinner: George Frideric Handel & Friends; Music For The Opera IntermissionsLa Cetra Barockorchester, flûtes et direction Maurice Steger (Harmonia Mundi)
- 2020 : Concerti per violino op. 7 & 10 no 4 et 5, de Jean-Marie Leclair, Leila Schayegh (violon) et La Cetra Barockorchester (Glossa)
- 2022 : La Traversée, Patricia Petibon et La Cetra Barockorchester, dir. Andrea Marcon (Sony Classical)
- 2022 : Sopranista par Samuel Mariño et La Cetra Barockorchester, dir. Andrea Marcon (Decca)